# Acrocercops isotoma
Acrocercops isotoma là một loài bướm đêm thuộc họ Gracillariidae. Loài này có ở Queensland.